# Freemans Village
Freemans Village – miasto w Antigui i Barbudzie, na wyspie Antigua (Saint Peter). W 2013 roku miasto zamieszkiwane było przez 1072 mieszkańców.